# Past Life (singolo)
Past Life è un singolo del cantante statunitense Trevor Daniel, pubblicato il 6 marzo 2020 come primo estratto dal primo album in studio Nicotine.

## Descrizione
Nona e penultima traccia dell'album, Past Life è stata descritta come una ballata R&B, rock e trap.

## Promozione
Daniel ha eseguito il brano per la prima volta dal vivo come parte di un medley con Falling al Tonight Show di Jimmy Fallon il 19 agosto 2020.

## Tracce
Testi e musiche di Trevor Daniel Neill, Caroline Pennell, Finneas O'Connell, Jay Stolar, Mick Coogan e Sean Myer.
1. Past Life – 3:01

## Remix
Il 26 giugno 2020 è stata pubblicata una versione remix del brano realizzata con la cantante statunitense Selena Gomez.

### Pubblicazione
Dopo alcune speculazioni su una possibile collaborazione tra Gomez e Daniel, quest'ultimo ha rivelato il 23 giugno 2020 che una versione remix con la cantante sarebbe stata pubblicata il venerdì seguente.

### Accoglienza
Mike Wass di Idolator ha definito il remix un «imminente successo estivo».

### Video musicale
Il video musicale, diretto da Vania Heymann e Gal Muggia, è stato reso disponibile il 14 luglio 2020.

### Tracce
Download digitale, streaming
1. Past Life (con Selena Gomez) – 3:06

Download digitale, streaming – remix
1. Past Life (con Selena Gomez e Lil Mosey) (Remix) – 3:28

## Classifiche
| Classifica (2020) | Posizione massima |
| ----------------- | ----------------- |
| Canada            | 68                |
| Croazia           | 94                |
| Grecia            | 94                |
| Irlanda           | 89                |
| Lituania          | 88                |
| Stati Uniti       | 77                |